# Pattinaggio di velocità ai VII Giochi asiatici invernali
Le gare di pattinaggio di velocità dei VII Giochi asiatici invernali si sono svolte all'Indoor Speed Skating Stadium di Astana, in Kazakistan, dal 31 gennaio al 6 febbraio 2011.

## Calendario
| Uomini | 5000 m | 500 m | Gara in linea |  | 1500 m | 10000 m | inseguimento a squadre | 6  |
| Donne  | 3000 m | 500 m | Gara in linea |  | 1500 m | 5000 m  | inseguimento a squadre | 6  |
| Totale | 2      | 2     | 2             |  | 2      | 2       | 2                      | 12 |

## Podi

### Uomini
| Evento                            | Oro                                               | Tempo    | Argento                                               | Tempo    | Bronzo                                                     | Tempo    |
| 500 m (dettagli)                  | Joji Kato                                         | 70"00    | Lee Kang-Seok                                         | 70"35    | Keiichiro Nagashima                                        | 70"42    |
| 1500 m (dettagli)                 | Denis Kuzin                                       | 1'47"37  | Mo Tae-Bum                                            | 1'47"71  | Lee Kyu-Hyeok                                              | 1'48"66  |
| 5000 m (dettagli)                 | Lee Seung-Hoon                                    | 6'25"56  | Dmitriy Babenko                                       | 6'28"40  | Hiroki Hirako                                              | 6'33"66  |
| 10000 m (dettagli)                | Lee Seung-Hoon                                    | 13'09"74 | Dmitriy Babenko                                       | 13'30"27 | Hiroki Hirako                                              | 13'34"97 |
| Gara in linea (dettagli)          | Lee Seung-Hoon                                    | 20'18"09 | Hiroki Hirako                                         | 20'21"45 | Dmitriy Babenko                                            | 20'21"48 |
| Inseguimento a squadre (dettagli) | Giappone Hiroki Hirako Shota Nakamura Teppei Mori | 3'49"18  | Corea del Sud Lee Kyou Hyuk Mo Tae-Bum Lee Seung-Hoon | 3'41"58  | Kazakistan Alexandr Zhigin Artem Beloussov Dmitriy Babenko | 3'49"56  |

### Donne
| Evento                            | Oro                                                   | Tempo    | Argento                         | Tempo    | Bronzo                                           | Tempo    |
| 500 m (dettagli)                  | Yu Jing                                               | 76"08    | Wang Beixing                    | 76"52    | Lee Sang-Hwa                                     | 76"57    |
| 1500 m (dettagli)                 | Wang Fei                                              | 1'58"37  | Noh Seon-Yeong                  | 1'59"27  | Nao Kodaira                                      | 2'01"07  |
| 3000 m (dettagli)                 | Masako Hozumi                                         | 4'07"82  | Kim Bo-Reum                     | 4'10"54  | Wang Fei                                         | 4'10"77  |
| 5000 m (dettagli)                 | Masako Hozumi                                         | 7'09"23  | Park Doyoung                    | 7'15"63  | Eriko Ishino                                     | 7'16"64  |
| Gara in linea (dettagli)          | Noh Seon-Yeong                                        | 18'07"05 | Masako Hozumi                   | 18'07"35 | Lee Ju-Youn                                      | 18'07"37 |
| Inseguimento a squadre (dettagli) | Corea del Sud Lee Ju-Youn Noh Seon-Yeong Park Doyoung | 3'04"35  | Cina Wang Fei Fu Chunyan Ji Jia | 3'05"93  | Giappone Miho Takagi Eriko Ishino Shiho Ishikawa | 3'07"84  |

## Medagliere
| Posizione | Paese         | Oro | Argento | Bronzo | Totale |
| --------- | ------------- | --- | ------- | ------ | ------ |
| 1         | Corea del Sud | 5   | 6       | 3      | 14     |
| 2         | Giappone      | 4   | 2       | 6      | 12     |
| 3         | Cina          | 2   | 2       | 1      | 5      |
| 4         | Kazakistan    | 1   | 2       | 2      | 5      |
| Totale    | Totale        | 12  | 12      | 12     | 36     |